# 高橋聡 (実業家)
高橋 聡（たかはし さとる、1972年4月3日 - ）は、日本の実業家。カルチュア・コンビニエンス・クラブ株式会社(CCC)執行役員 デザイン 図書館カンパニー長。武雄市図書館・歴史資料館、海老名市立中央図書館、多賀城市立図書館を「TSUTAYA図書館」に改装した立役者として知られる。海老名市立中央図書館では、館長も務める。

## 経歴
- 1972年 - 大阪府寝屋川市生まれ。
- 1995年 - 立命館大学産業社会学部卒業、CCC入社。
- 2012年 - 佐賀県武雄市長樋渡啓祐(当時)が推進する「図書館プロジェクト」の受注者側プロジェクト・リーダーに就任。
- 2013年 - CCC執行役員 デザイン 図書館カンパニー長に就任。
- 2015年 - 海老名市立中央図書館館長に就任。

### エピソード
- 海老名市立中央図書館の改装にあたり、CCCにとって初めての公共事業だった武雄市図書館・歴史資料館の改装プロジェクトに触れ、自らを「(武雄市図書館・歴史資料館改装当時は)ド素人でした」と回顧した。これについて、そもそも当時のCCCが公立図書館の改装という公共事業の受注資格を満たしていたのかどうかを疑問視する声がある[1]。
- 同じく海老名市立中央図書館の高い位置の書架に、書籍の装丁だけを模した「ダミー本」が並んでいるとの指摘を受けた際、武雄市図書館・歴史資料館での経験を踏まえ「高い位置に本を置くと、CCCの図書館運営の“反対派”に本を取るよう何度も頼まれるから」と発言した[2]。